# 李长如
李长如（1918年—2002年），湖北大悟人，中国人民解放军将领、中国人民解放军少将。
1982年，接替康志强，担任北海舰队政治委员。1983年，由李世田接任。1961年，授中国人民解放军少将军衔。